# Microcos tomentosa
Microcos tomentosa är en malvaväxtart som beskrevs av James Edward Smith. Microcos tomentosa ingår i släktet Microcos och familjen malvaväxter. Inga underarter finns listade i Catalogue of Life.